# S-27 (潜水艦)
|          |                                                   |
| 艦歴     |                                                   |
| 発注:    | 1917年3月                                         |
| 起工:    | 1919年4月11日                                     |
| 進水:    | 1922年10月18日                                    |
| 就役:    | 1924年1月22日                                     |
| 退役:    |                                                   |
| その後:  | 1942年6月19日に座礁、1942年6月21日に放棄          |
| 除籍:    |                                                   |
| 性能諸元 |                                                   |
| 排水量:  | 水上 854トン 水中 1,062トン                       |
| 全長:    | 219 ft 3 in (66.83 m)                             |
| 全幅:    | 20 ft 8 in (6.30 m)                               |
| 吃水:    | 15 ft 11 in (4.85 m)                              |
| 機関:    |                                                   |
| 最大速:  | 水上14.5ノット (26.9 km/h) 水中11ノット (20 km/h) |
| 乗員:    | 士官、兵員42名                                    |
| 兵装:    | 4インチ砲1門 21インチ魚雷発射管4門                |

S-27 (USS S-27, SS-132) は、アメリカ海軍の潜水艦。S級潜水艦の1隻。

## 艦歴
S-27は1919年4月11日にマサチューセッツ州クインシーのベスレヘム造船株式会社で起工した。1922年10月18日にコネチカット州グロトンでフランク・ボールドウィン夫人によって命名、進水し、1924年1月22日に艦長セオドア・ワルトシュミット中尉の指揮下就役した。
1924年までコネチカット州ニューロンドンを拠点として活動した S-27は1925年に太平洋へ配属となる。同年春はハワイ諸島での訓練に従事し、6月に新たな母港のカリフォルニア州サンディエゴに到着した。続く10年にわたってカリフォルニア南部で活動し、艦隊演習を除いて西海岸から作戦活動に従事した。艦隊演習および訓練では S-27 はパナマ運河地帯やカリブ海、ハワイへ巡航した。1931年にハワイへ配属となり、2月23日に真珠湾に到着、その後1939年半ばまで同地で活動する。1939年6月16日に東へ向けて出航し、6月27日にサンディエゴに到着、南カリフォルニアでの任務を再開した。
続く2年半の間、S-27は訓練および水中音響訓練学校のための試験に従事した。1941年11月後半、メア・アイランド海軍工廠に向かい、アメリカが第二次世界大戦に参加したときにはオーバーホールの途中にあった。
1942年1月23日、S-27はサンフランシスコ湾を出航し南へ移動した。3日後サンディエゴに帰還し音響学校の任務を再開、春まで従事した。その後5月20日にアリューシャン列島への派遣を命じられサンディエゴを出校する。ワシントン州ポート・アンジェルスを経由し、6月12日にダッチハーバーに到着、燃料および物資の補給後、クルク湾の偵察およびアムチトカ島のコンスタンチン湾の踏査を命じられ西へ向かった。6月16日から17日にかけての夜に、キスカ島への派遣を命じられる。6月18日、コンスタンチン湾を踏査したが撤退した村からは敵の活動の様子を発見することはできず、島の南端を回ってキスカ島へ向かった。午後には東の岬を一周し、その夜は浮上を行う。霧が発生しS-27はその位置が不明確になった。両機関を停止した S-27はおよぼ5マイル漂流し、霧のためその位置ははっきりしなかった。深夜に1基のエンジンによりゆっくり航行を開始したが、6月19日の00:43に、艦前方およそ25ヤードに暗礁が発見された。「緊急後退」が命じられたが、S-27はセント・マカリウス・ポイントで座礁した。
荒波が猛烈にS-27を揺らし、両舷それぞれ10度から15度の角度で傾いた。S-27はモーターで後退の努力を継続したが、水中の岩礁に固定され移動できなかった。燃料は放出され、後退の努力は継続された。S-27の船体は軽くなったにもかかわらず、岩に固定された船体は波に激しく揺られた。右舷スクリューは岩にぶつかり使用不能となった。前進する努力が行われたが、約20フィートしか前進できなかった。警告音が鳴らされたが、通過する船もなく、03:30までに海の荒れは激しくなり、S-27から大半の乗組員が離れる計画が作成された。状況報告の無電は01:15に発信されたが、その後も継続され、全部で6回行われた。そのうちの1つはダッチハーバーで受信されたが、S-27の位置は判明しなかった。
S-27と海岸とをロープとゴムボートで結ぶ仕組みが作られた。乗組員、糧食、衣類、銃および医薬品は無事に運ばれた。11:00までに、艦長のH・L・ジュークス中尉と5名を除いて全員が上陸した。S-27の全ての設備が破壊され、機密書類は燃やされた。15:30に3名が上陸した。艦側面の鋼板が緩み、魚雷室は氾濫していた。15:50に通信士、副長および艦長がS-27を離れた。
6月19日および20日の夜は覆いのない入り江で過ごした。6月20日、一行はコンスタンチン湾で、日本軍の爆撃から生き残った建物と暖房を使用した。翌21日に部隊は構成され、歩哨と警戒活動を含む行動計画が策定された。入り江からの偵察は3日間継続した。部隊は21日と22日にS-27から物資を運び出したが、その後塩素ガスが発生したためS-27に乗り込んで物資を運び出すことはできなくなった。
6月24日、定期飛行中のPBY カタリナがコンスタンチン湾でS-27の生存者を発見し、15名を救助した。翌25日、3機の飛行機が送られ、残る生存者を救助した。S-27に搭載されていた砲は引き揚げられ全て破壊された。放棄された船体および缶詰、毛布、冬物衣料以外は残されなかった。